# Søren Madsen (roer)
 For alternative betydninger, se Søren Madsen. (Se også artikler, som begynder med Søren Madsen)
Søren Madsen (født 31. maj 1976 i Middelfart) er en dansk tidligere letvægtsroer, der er kendt fra "Guldfireren", hvor han var med til at vinde OL-bronze i 2000 og VM-sølv i 2001.

## Rokarriere
Søren Madsen roede oprindeligt sculler og var en del af landsholdet i sin ungdom. Da han blev senior, roede han letvægtsdobbeltsculler sammen med Carsten Nielsen, uden dog at opnå de helt store resultater på den internationale scene.
I den tidlige sommer 2000 døjede Thomas Poulsen fra letvægtsfireren med en skade, og det blev klart, at han ikke blev klar til OL samme år. I en test af flere roere blev Søren Madsen valgt som erstatning, skønt han ingen erfaring havde i denne båd. Sammen med de øvrige fra båden, Eskild Ebbesen, Thomas Ebert og Victor Feddersen, skulle han nu forsøge at leve op til successen fra de foregående år, hvor den danske firer havde vundet guld ved alle VM og OL siden 1996. Det gik ikke helt så godt ved legene i Sydney, hvor danskerne indledte med at blive sidst i deres heat og måtte gennem opsamlingsheat for at komme i semifinalen. Her blev de nummer to, og i finalen kunne de ikke følge med de bedste. Frankrig vandt foran Australien, mens danskerne trods alt fik en bronzemedalje.
Madsen fortsatte sammen med Eskildsen og Ebert, mens Feddersen stoppede efter OL. Ved VM i 2001 var båden, hvor Thor Kristensen havde erstattet Feddersen, dog stærk nok til at hente sølv, men dette VM blev Søren Madsens sidste store stævne. I løbet af sæsonen 2002 fik han rygproblemer og blev derfor skiftet ud i båden med Stephan Mølvig, og tidligt i 2003 måtte han indse, at han ikke kom tilbage i båden.

## Senere karriere
Efter afslutningen af elitekarrieren er Søren Madsen fortsat tilknyttet rosporten, og han blev i sommeren 2015 tilknyttet Holstebro Roklub som skole- og talenttræner.